# Plataforma de Oposición Conjunta
La Plataforma de Oposición Conjunta (POC) fue una coalición política ecuatoguineana, que agrupó a varios partidos políticos opositores al régimen de Teodoro Obiang Nguema.

## Historia
Tras la entrada en vigor de la Ley Fundamental de Guinea Ecuatorial de 1991 se estableció el multipartidismo en el país, tras lo cual la oposición al régimen de Teodoro Obiang Nguema comenzó a organizarse. 
La Plataforma de Oposición Conjunta fue fundada el 30 de agosto de 1992 a partir del Bloque de Oposición Democrática (BOD), existente desde julio. Como frente opositor al gobierno de Obiang, estaba integrada por varias formaciones políticas, entre ellas el Partido del Progreso de Guinea Ecuatorial (PPGE), la Convergencia para la Democracia Social (CPDS), el Partido Social Demócrata (PSD), la Alianza Democrática Progresista (ADP), la Unión Democrática Social (UDS), la Convergencia Social Democrática y Popular (CSDP), la Acción Popular de Guinea Ecuatorial (APGE), la Unión Democrática Nacional de Guinea Ecuatorial (UDENA), el Partido Socialista de Guinea Ecuatorial (PSGE) y la Convención Liberal Democrática (CLD).
Llegadas las elecciones legislativas de 1993, las primeras de la nueva etapa pluralista, la POC tomó la decisión de boicotear el proceso por considerarlo irregular e hizo campaña a favor de la abstención. No obstante, varios miembros fundadores de la coalición abandonaron la misma y se presentaron a los comicios. La POC aseguró que un 80% de los electores se había abstenido,  presentando aquello como un triunfo.
La primera prueba electoral para la POC vino en 1995 con la celebración de elecciones municipales. En ellas, la POC (liderada especialmente por el PPGE y la CPDS) se adjudicó una victoria aplastante, afirmando haber ganado en 20 de los 27 municipios del país. No obstante, los resultados oficiales (supuestamente manipulados por el gobierno) arrojaron una victoria en 18 municipios para el gobernante Partido Democrático de Guinea Ecuatorial (PDGE).
A comienzos de 1996, la POC fue disuelta por las autoridades y varios de sus líderes fueron detenidos. Esto, sumado a la ruptura existente entre sus partidos componentes, produjo que la oposición se presentase dividida a las elecciones presidenciales de ese año. Casi todos los candidatos opositores acabarían de todas formas retirándose de los comicios alegando irregularidades.
En 1997 el Consejo de Liberación Nacional (COLINA) fue fundado como sucesor de la POC, sin lograr el mismo éxito. En comicios futuros, la oposición volvería a presentarse dividida.